# The Crusaders
Pour les articles homonymes, voir Crusader et Crusaders (homonymie).
The Crusaders est un groupe américain de jazz. Leur musique, que l'on pourrait qualifier de smooth jazz, est un mélange de jazz, de soul, de funk et de pop. Depuis 1961, le groupe a publié plus d'une quarantaine d'albums mais il a connu deux formations distinctes.

## The Crusaders vs The Jazz Crusaders
Au départ, le groupe était connu sous le nom de The Jazz Crusaders et composé du pianiste Joe Sample, du batteur Stix Hooper, du saxophoniste Wilton Felder (son fondateur) et du tromboniste Wayne Henderson et jouait un hard bop aux fortes influences R&B et soul. Le guitariste de blues Roy Gaines les accompagnera régulièrement. Cependant, en 1971, le groupe est renommé The Crusaders avec l'arrivée du guitariste Larry Carlton et opte pour un registre jazz-funk plus grand public, qui incorpore des instruments plus électriques. De cette période sera issu le célèbre tube "Street Life" (avec la participation de la chanteuse Randy Crawford), que l'on peut entendre notamment dans la BO de Jackie Brown de Quentin Tarantino. En 1975, Wayne Henderson quitte le groupe pour se lancer dans une carrière de producteur à plein temps. En 1983, c'est au tour de Stix Hooper. Cela marque la fin de la période à succès du groupe. Le groupe va sortir son dernier album en 1991 avant une longue pause, auxquels ne participeront que Joe Sample et Wilton Felder tandis que parallèlement, Wayne Henderson va refonder en 1995 les Jazz Crusaders avec Stix Hooper, Larry Carlton et... ce même Wilton Felder, et ce malgré les objections de Joe Sample qui ne voit pas d'un très bon œil cette version alternative du groupe d'origine. Jusqu'en 2003, seule cette dernière version du groupe perdure et continue de sortir des albums, même si son style est assez éloigné des Jazz Crusaders, première version du groupe d'origine. Eric Clapton a fait une apparition remarquée sur l'album des Jazz Crusaders paru en 2003, Soul Axess. Cette même année, la formation "officielle" The Crusaders fait son grand retour avec l'album Rural Renewal, celle-ci comptant parmi ses membres Joe Sample, Stix Hooper et Wilton Felder, soit tous les membres fondateurs à l'exception de Wayne Henderson.

## Discographie

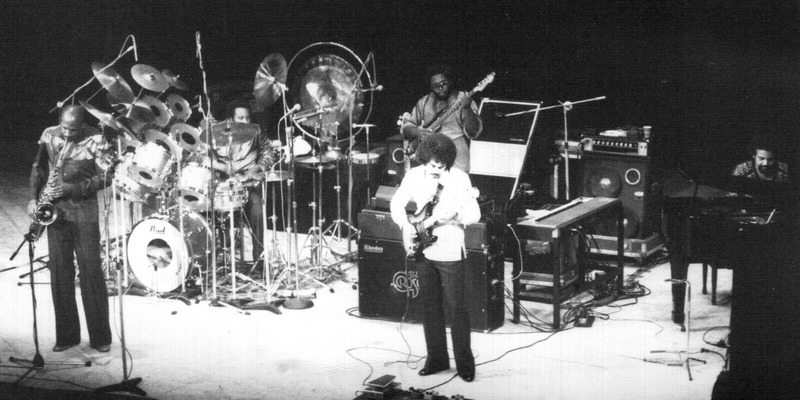
The Crusaders à Paris en 1978.

### The Jazz Crusaders
- Freedom Sound (1961) - Studio, Pacific Jazz
- Lookin' Ahead (1962) - Studio, Pacific Jazz
- The Jazz Crusaders at the Lighthouse (1962) - Live, Pacific Jazz
- Tough Talk (1963) - Studio, Pacific Jazz
- Heat Wave (1964) - Studio, Pacific Jazz
- Stretchin' Out (1964) - Studio, Pacific Jazz
- Chile con Soul (1965) - Studio, Pacific Jazz
- Live at the Lighthouse '66 (1966) - Live, Pacific Jazz
- The Festival Album (1966) - Live, Pacific Jazz
- Talk That Talk (1967) - Studio, Pacific Jazz
- Uh Huh (1967) - Studio, Pacific Jazz
- Live Sides (1968) - Live, Blue Note
- Lighthouse '68 (1968) - Live, Pacific Jazz
- Powerhouse (1969) - Studio, Pacific Jazz
- Lighthouse '69 (1969) - Live, Pacific Jazz
- Give Peace a Chance (1970) - Studio, Liberty
- Old Socks, New Shoes... New Socks, Old Shoes (1970) - Studio, Chisa
- Happy Again (1995) - Studio, Sin-drome
- Louisiana Hot Sauce (1996) - Studio, Sin-drome
- Soul Axess (2003) - Studio, True Life
- The Pacific Jazz Quintet Studio Sessions (2005) - Compilation, Mosaic
- Alive in South Africa (2006) - Live, True Life
- At the Lighthouse (2006) - Live, Blue Note

### The Crusaders

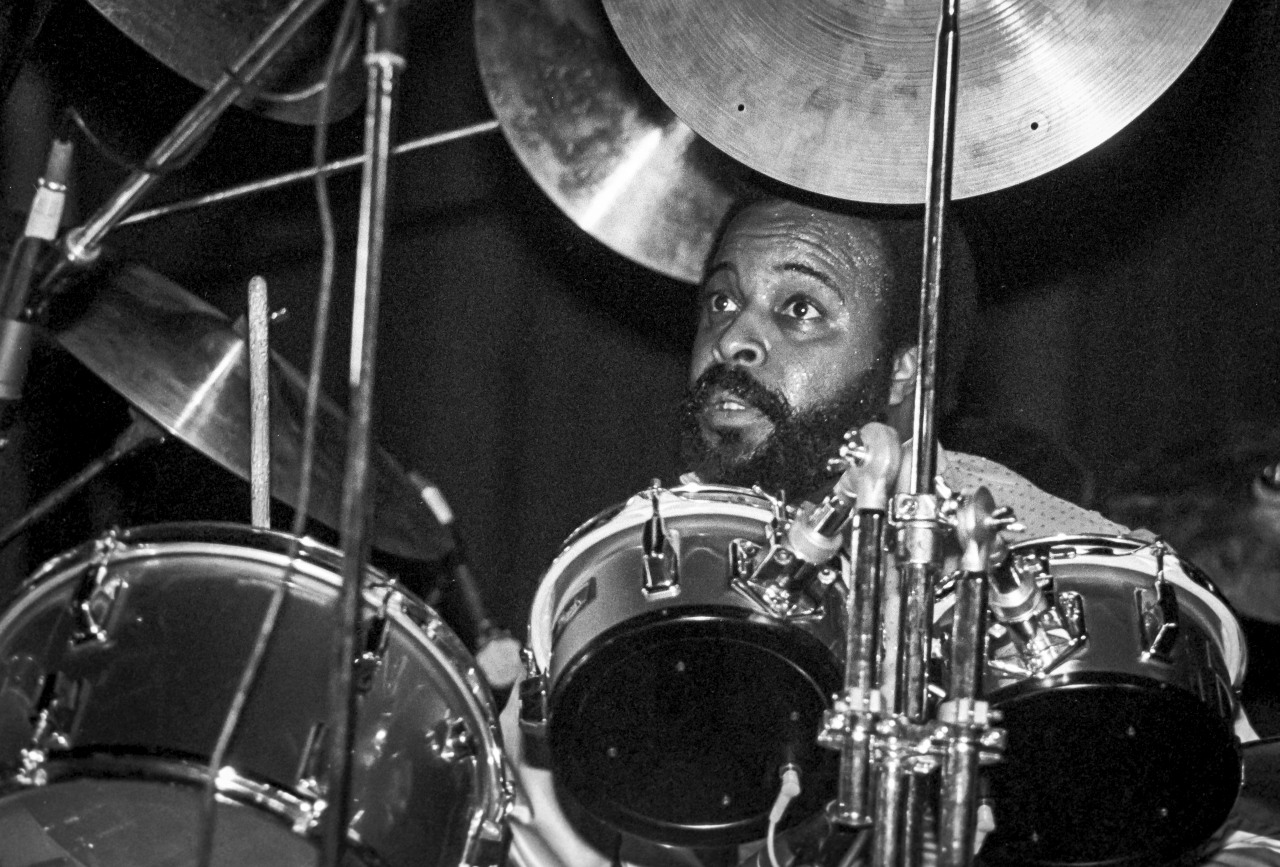
Stix Hooper, batteur du groupe, en 1980.

- Pass the Plate (1971) - Studio, Chisa
- Hollywood (1972) - Studio, MoWest
- Crusaders 1 (1972) - Studio, Blue Thumb
- The 2nd Crusade (1973) - Studio, Blue Thumb
- Unsung Heroes (1973) - Studio, Blue Thumb
- Scratch (1974) - Live, Blue Thumb
- Southern Comfort (1974) - Studio, Blue Thumb
- Chain Reaction (1975) - Studio, Blue Thumb
- Those Southern Knights (1976) - Studio, Blue Thumb
- Free as the Wind (1977) - Studio, Blue Thumb
- New Orleans (1977) - Live ,Historic Radio Broadcasts
- Images (1978) - Studio, Blue Thumb
- Street Life (1979) - Studio, MCA
- Rhapsody and Blues (1980) - Studio, MCA
- Ongaku Kai: Live In Japan (1981) - Live, Crusaders
- Standing Tall (1981) - Studio, MCA
- Royal Jam (1982) - Live, MCA
- Vocal Tape (1983) - Studio, MCA
- Ghetto Blaster (1984) - Studio, MCA
- The Good And The Bad Times (1986) - Studio, MCA
- Life in the Modern World (1988) - Studio, MCA
- Healing the Wounds (1991) - Studio, GRP
- The Crusaders' Finest Hour (2000) - Compilation, Verve
- Rural Renewal (2003) - Studio, P.R.A./Verve
- Groove Crusade (2003) - Compilation, Blue Thumb
- Live in Japan 2003 (2004) - Live, P.R.A.